# Узбекский национально-культурный центр Кыргызской Республики
Узбекский национально-культурный центр Кыргызской Республики (кирг. Кыргыз Республикасынын өзбек улуттук-маданий борбору; узб. Қирғизистон Республикаси ўзбек миллий-маданий маркази) — общественная организация, объединяющая узбеков, проживающих в Кыргызстане.

## История и деятельность
Узбекский национально-культурный центр был организован в апреле 1991 года. Первым президентом был избран журналист и писатель Мирзохид Мирзорахимов. В 1993—1994 года центром руководил главный редактор Ошской областной узбекской общественно-политической газеты «Ленин йўли» Одилжон Обидов, а с ноября 1994 года депутат Жогорку Кенеша КР Даврон Собиров. В дальнейшем этот национально-культурный центр был переименован в «Общество узбеков», которым долгие годы руководит Даврон Собиров.
20 ноября 1997 года состоялась Ошская областная учредительная конференция с участием 153 делегатов от районов и городов области, на которой учредили узбекский национально-культурный центр Ошской области, избрали руководящий орган - президиум.
На конференции президентом узбекского национально-культурного центра Ошской области был избран ректор Ошского кыргызско-узбекского университета, академик Мамасаидов Махамаджон Тошалиевич.
Вслед за областной конференцией 26 декабря 1997 года в городе Бишкек состоялся Курултай узбекского национально-культурного центра республики, где заслушали информацию узбекского НКЦ «Орзу» за 1994-1997 годы и утвердили устав культурного центра. Президентом узбекского национально-культурного центра Киргизской Республики был избран М.Т. Мамасаидов. Таким образом, М.Т. Мамасаидов стал возглавлять областной и республиканский узбекские культурные центры.
За годы, которые возглавлял областной и республиканский центры М.Т. Мамасаидов и его команда – Б.А. Фаттохов, А.А. Собиров, Б.Ж. Жураев, А.М. Махамадов, Х. Собирова, А. Олимжонова, О. Тожибоев, Ш.А. Ахмедов и другие, большое внимание уделяли становлению и развитию культурного центра, вопросам укрепления дружбы и единства народа Кыргызстана, созданию учебных пособий для общеобразовательных школ, развитию братских связей с соседними областями, возрождению и развитию обрядов и традиций узбекской национальности, поиску решений проблем межнациональных отношений.
В 2010—2018 годы узбекский национально-культурный центр республики возглавлял Б. А. Фаттохов.
В 2018 году руководителем УзНКЦ избран Кодиров Бахтиёр Собиржонович (1963) — депутат Жогорку Кенеша КР 5-го созыва, член ЦИК КР (назначен Президентом КР), председатель правления узбекского национально-культурного центра КР, советник торага Жогорку Кенеша КР, Президент Федерации баскетбола КР, мастер спорта СССР, заслуженный учитель КР.
Со 2 июля 2005 года, узбекский национально-культурный центр Ошской области возглавил заслуженный тренер Кыргызской Республики Ахмад Рахимов.
В январе 2009 года были организованы Узгенский, Кара-Суйский, Араванский и Ноокатский национально-культурные центры, их председателями избраны: в Узгенском районе - Абдурахмонов Хотамжон, в Кара-Суйском - Ходжибуваев Авазбек, в Араванском - Бозорбоев Абдуллажон, в Ноокатском - Олимжонов Ёкубжон.
При областном центре создан совет аксакалов (председатель Кучкоров Э.), женсовет - 15 человек и комитет молодёжи и спорта. Президент узбекского НКЦ Ошской области А. Рахимов и актив культурного центра особое внимание уделяют укреплению общенародной солидарности на основе принципов равенства, мира и согласия. Они прилагают все усилия в организационно-практической деятельности президиума выйти на передовую позицию среди НКЦ Ассамблеи народа Кыргызстана.

### Узбекский национально-культурный центр города Ош
23 июля 2005 года в актовом зале мэрии города Ош состоялась встреча лётчика-космонавта Салижана Шарипова с общественностью города по случаю присуждения ему звания почётного гражданина города Ош. С его участием и 107 делегатов из квартальных комитетов, руководством города был проведён учредительный Курултай по созданию узбекского национально-культурного центра города Ош. Принявшие участие и выступившие на курултае депутаты Жогорку Кенеша КР Б.Ж. Жураев, Д.М. Собиров, президент Республиканского узбекского НКЦ М.Т. Мамасаидов, председатель Ошского горкенеша Т.Л. Латифжонов и делегаты курултая единогласно поддержали предложение о создании узбекского национально-культурного центра города Ош. Были избраны руководящие органы: совет из 75 человек. и президиум центра в составе 27 человек.
Президентом национально-культурного центра города Ош был избран депутат Ошского городского кенеша, предприниматель Ойбек Олимжонов. Он проделал значительную работу по становлению и развитию национального центра, возрождению и развитию многих национальных обычаев, обрядов и традиций, укреплению дружбы и братства народов, проживающих в г. Ош.
В связи с трагической гибелью О. Олимжонова, национальный центр возглавила его мать Арофатхон Олимжонова, заслуженный учитель Кыргызской Республики.
Делегаты второго курултая, состоявшегося 8 ноября 2008 года, президентом данного центра избрали Рашидхона Ходжаева, который работает по настоящее время. В марте 2012 года он был избран депутатом Ошского городского кенеша. С его приходом на эту почётную общественную должность намного изменились стиль и методы работы национального центра. Налажена тесная связь с квартальными комитетами, территориальными советами, комитетом по делам молодёжи города Ош и общеобразовательными школами. Центр постоянно занимается проблемой безработицы среди молодёжи, при поддержке нашего земляка - космонавта Салижана Шарипова смог наладить деловые контакты с Ржевским колледжем РФ, где наши дети получают знания и получают определенные профессии. Центр ежегодно направляет более 20-ти выпусников средних школ на учёбу на бюджетной основе в Томский государственный архитектурно-строительный университет. Центр постоянно участвует в благотворительных делах, организуемых мэрией города и отделением Ассамблеи народа, оказывает материальную помощь малообеспеченным и многодетным семьям, инвалидам, пожилым людям, выступает спонсором спортивных соревнований по футболу среди уличных и дворовых команд.
Узбекский национально-культурный центр города Ош много усилий приложил для развития народных обычаев, обрядов и традиций, крепит братство узбекского и кыргызского народов, связанных тесными историческими и культурными узами.
В городе Ош ныне проживают более 120 тысячи узбеков. Многие из них вносят большой вклад в развитие экономического потенциала города, постоянно участвуют во всех общественно-политических, культурно-просветительных мероприятиях. Двадцать две общеобразовательные школы, тридцать мечетей возглавляют представители узбекской национальности, 37 человек работают в правоохранительных органах, восемь человек являются депутатами Ошского городского кенеша, 1 вице-мэр города Ош.
При национальном центре созданы Совет аксакалов под руководством ветерана партии и труда, бывшего депутата Жогорку Кенеша двух созывов Жураева Б.Ж. Этот совет аксакалов после июньских событий подготовил специальный проект, изучил положение пострадавших женщин, подготовил соответствующее письмо в местные органы власти и добился оказания помощи пострадавшим.
При центре работает женсовет (председатель Олимжонова А.М.) и молодёжный комитет.
Согласно статусу города Ош, узбекский национальный центр входит в состав Ошского отделения Ассамблеи народа Кыргызстана и работает самостоятельно.

## Численность узбеков в Киргизстане
Узбеки в Киргизии крупнейшее по численности национальное меньшинство в современной Киргизии. По переписи 1999 года (Перепись населения Кыргызстана 1999) узбеки составляли 13,8 % населения Киргизии (665 тыс. человек). Численность узбеков по переписи 2009 года возросла до 768 тыс. (14,3 %). На 1 января 2019 года численность узбеков составила 940 628 человек. Узбеки составляют 14,8 % граждан Киргизии. За год доля представителей узбекской национальности в общей численности населения страны увеличилась на 0,1 %, с 2009 года — на 0,5 %.
Традиционное занятие узбеков — сельское хозяйство, торговля, предпринимательство и общественное питание. Узбеки говорят на ферганском диалекте узбекского языка, который использует кириллицу.

## Основные цели
Основными целями УзНКЦ КР являются: координация действий НКЦ по сохранению, развитию и популяризации в регионах Киргизстана узбекского языка, традиций и национальной культуры; содействие информационному обмену и сотрудничеству между национально-культурными центрами, а также развитие сотрудничества с общественными организациями узбеков других форм самоорганизации, общественными организациями других национальностей и Ассамблеей народов Киргизстана.

## Руководство
- Мирзохид Мирзарахимов (1991—1993)
- Одилжон Обидов (1993—1994)
- Собиров Даврон Муродович (1994—1997)
- Мамасаидов Махамаджон Тошалиевич (1997—2008)
- Салохиддинов Жалолиддин Сабохиддинович (2008—2010)
- Фаттохов Бахтиёр Азизович (2010—2018)
- Кодиров Бахтиёр Собиржонович (с 2018 года и по сегодняшний день)